# Greenly Island Conservation Park
Greenly Island Conservation Park är en park i Australien. Den ligger i delstaten South Australia, omkring 350 kilometer väster om delstatshuvudstaden Adelaide. Den ligger på ön Greenly Island.
Trakten är glest befolkad. Det finns inga samhällen i närheten. 
Genomsnittlig årsnederbörd är 459 millimeter. Den regnigaste månaden är juni, med i genomsnitt 71 mm nederbörd, och den torraste är oktober, med 19 mm nederbörd.